# Nymphula vitrinalis
Nymphula vitrinalis là một loài bướm đêm trong họ Crambidae.